# Maximilian Schwetz
Maximilian Schwetz (Erlangen, 9 de enero de 1991) es un deportista alemán que compite en triatlón. Ganó una medalla de plata en el Campeonato Europeo de Triatlón de 2014, en la prueba de relevo mixto.

## Palmarés internacional
| Campeonato Europeo | Campeonato Europeo  | Campeonato Europeo | Campeonato Europeo |
| Año                | Lugar               | Medalla            | Prueba             |
| ------------------ | ------------------- | ------------------ | ------------------ |
| 2014               | Kitzbühel (Austria) | Medalla de plata   | Relevo mixto       |